# Karel Zahrádka (malíř)
Karel Zahrádka (17. října 1915, Nárameč – 2009, Moravské Budějovice) byl český pedagog a malíř.

## Biografie
Karel Zahrádka se narodil v roce 1915 v Náramči u Třebíče, vystudoval gymnázium ve Velkém Meziříčí a následně vystudoval zeměpis a výtvarnou výchovu na Pedagogické fakultě Masarykovy univerzity v Brně. Státní závěrečnou zkoušku složil u Cyrila Boudy a Vincenta Makovského. V mládí se věnoval hudbě v jazzové kapele v Náramči, hrál také v místním fotbalovém týmu.
Jeho studia na vysoké škole byla přerušena druhou světovou válkou a byl uvězněn několik let v koncentračním táboře v Sachsenhausenu. Po skončení války odešel do Moravských Budějovic, kde nastoupil na pozici pedagoga na místní gymnázium. I během své práce se věnoval malbě, spolu s přítelem a kolegou Františkem Šindelářem uspořádal první výstavu. Malbu studoval dálkově u několika pražských malířů.
Věnoval se primárně krajinářské malbě a kresbě, později přešel až do expresionismu či kubismu. Tematicky se věnoval primárně lidové architektuře Horácka, aktům, figurální malbě či malbám krajin z Podyjí či Pojihlaví. Používal také akvarel nebo uhel. Někteří z jeho studentů se stali malíři či učiteli výtvarné výchovy, jedním z nich byl například Karel Holík, který studoval pod vedením Františka Šindeláře i Karla Zahrádky.
Obdržel diplom v celostátní soutěži za cyklus nástěnných maleb "Selská vzpoura v Lesonicích".

## Výstavy
- Moravské Budějovice, spolu s Františkem Šindelářem[1]
- Třebíč, spolu se Zdeňkem Novotným[2]